# Kelly Gruber
Kelly Wayne Gruber (né le 26 février 1962 à Houston, Texas, États-Unis) est un ancien joueur de troisième but qui joue de 1984 à 1993 dans la Ligue majeure de baseball.
Il dispute 921 de ses 939 matchs en carrière avec les Blue Jays de Toronto, qu'il représente en 1989 et 1990 au match des étoiles et avec qui il remporte la Série mondiale 1992. Il reçoit aussi un Gant doré et un Bâton d'argent en 1990 et est le premier joueur de l'histoire des Blue Jays à réussir un cycle (ou carrousel).

## Carrière
Kelly Gruber est le choix de première ronde des Indians de Cleveland et le 10e joueur sélectionné au total lors du repêchage amateur de 1980. L'intérêt des Indians s'émousse rapidement puisqu'en décembre 1983, alors que Gruber évolue en ligues mineures, il est réclamé au repêchage de la règle 5 par les Blue Jays de Toronto. 
Il fait ses débuts dans le baseball majeur avec Toronto le 20 avril 1984 et, hormis pour quelques matchs avec les Jays, passe 1984 et 1985 avec le club-école de niveau AAA de la franchise à Syracuse. Joueur de troisième but à temps plein des Blue Jays à partir de la saison 1987, il s'impose en 1988 avec 81 points produits et une moyenne au bâton de ,278. Avec un coup de circuit suivi d'un double, d'un triple et finalement d'un simple, Kelly Gruber devient le 16 avril 1989 dans une victoire de 15-8 sur les Royals de Kansas City le premier joueur de l'histoire des Blue Jays à réussir un cycle. Gruber admettra plus tard qu'il ignorait ce qu'était un cycle et ne pas comprendre pourquoi ses coéquipiers insistaient en 8e manche pour qu'il ne frappe qu'un coup sûr bon pour un but. 
Gruber réussit 158 coups sûrs (le même total que la saison précédente), 18 circuits, 73 points produits et frappe dans une moyenne au bâton de ,290 en 1989, année où il honore la première de deux sélections consécutives au match des étoiles. Il connaît sa meilleure saison en 1990 avec des records personnels de 162 coups sûrs, 36 doubles, 6 triples, 31 circuits, 92 points marqués et 118 points produits. À la mi-saison, il honore sa seconde au match d'étoiles, remporte en fin d'année le Gant doré et le Bâton d'argent du meilleur joueur de troisième défensif et offensif, respectivement, de la Ligue américaine. Il termine 4e du vote de fin d'année désignant le joueur par excellence de la Ligue américaine.
Les Blue Jays remportent la Série mondiale 1992 et Gruber est impliqué dans un jeu controversé lors du 3e match de la finale contre les Braves d'Atlanta. En 4e manche, il effectue un plongeon pour appliquer la balle sur Deion Sanders, un des coureurs pour Atlanta, et ainsi compléter ce qui aurait été seulement le second triple jeu de l'histoire des Séries mondiales. La reprise vidéo (que les officiels n'utilisent pas à cette époque) montre clairement Gruber effectuer le retrait, mais l'arbitre Bob Davidson déclare Sanders sauf, limitant les Jays à un double jeu. Davidson admettra après le match s'être trompé. 
Le 8 décembre 1992, Toronto échange Gruber aux Angels de la Californie contre Luis Sojo, un joueur de champ intérieur. Il ne dispute que 18 matchs, les derniers de sa carrière, avec les Angels en 1993. Sa carrière est interrompue par un problème au dos qui nécessite la fusion de vertèbres en août 1995. Les médecins indiquent au joueur de 31 ans qu'il risque la paralysie s'il persiste à jouer au baseball. Il tente un retour chez les Orioles de Baltimore en 1997 mais se retire définitivement après 38 matchs joués pour le club-école de Rochester.
Kelly Gruber a joué 939 matchs dans les majeures, dont 921 pour Toronto. Il a réussi 818 coups sûrs, dont 148 doubles, 24 triples et 117 circuits. Il compte 443 points produits, 431 points marqués et 80 buts volés. Sa moyenne au bâton en carrière s'élève à ,259 et sa moyenne de présence sur les buts à ,307. Il joue au total 22 matchs de séries éliminatoires en 1989, 1991 et 1992 avec les Blue Jays mais ne frappe que pour,190 de moyenne au bâton avec 15 coups sûrs, 8 points produits et deux circuits, l'un réussi en Série mondiale. Il joue toutefois cette finale de 1992 contre Atlanta en dépit de douleurs à l'épaule, blessée dans le jeu avorté impliquant Deion Sanders dans le 3e match.